# Klokkentoren van Deira
De klokkentoren van Deira is een bouwwerk in de oude wijk Deira in Dubai. 
De toren bestaat uit drie dubbele bogen, met daartussen een vierkant uurwerk. Het werd in 1965 gebouwd om de eerste olie-export van Dubai te vieren. Sindsdien is het een herkenningspunt in de wijk.
Toen de toren werd gebouwd, was het de plek waar de wegen naar Abu Dhabi en Sharjah samenkwamen, in een tijd dat Dubai nog niet veel grote wegen kende. Onder de klok werd een fontein geplaatst.
Na tien jaar begon het beton tekenen van slijtage te vertonen door het zoute zand dat bij de bouw was gebruikt. Hoewel dit werd gerestaureerd, was het betonwerk er in 1982 nog slechter aan toe. In 2008 werd het hele bouwwerk gereviseerd en werd er een nieuw mechaniek van Omega in geplaatst.